# Licodina
La licodina es un alcaloide aislado de varias especies de Lycopodium: Lycopodium annotinum, Lycopodium clavatum, Lycopodium fawcettii, Lycopodium obscurum, Lycopodium flabelliforme, Lycopodium lucidulum, Huperzia serrata var. thunbergii y Lycopodium magellanicum. [α] D = -10  ( c, 1 en EtOH). Su derivado metilado es la N-Metilicodina (pf= 91 °C).